# Zopsenbach
Der Zopsenbach ist ein Bach in der Gemeinde Prägraten am Großvenediger (Bezirk Lienz). Er entspringt an der Südseite des Wallhornkamms und mündet bei Hinterbichl in die Isel.

## Verlauf
Der Zopsenbach entspringt an der Südseite des Wallhornkamms zwischen der zwischen Roten Säule im Westen und der Sajathütte im Osten. Ein weiterer Quellarm entspringt an den Abhängen östlich der Sajathütte und mündet in rund 2040 m ü. A. linksseitig in den Hauptstrang ein. Ausgehend von seiner Quelle fließt der Zopsenbach nach Süden. Im Oberlauf bestehen an den Ufern weite Wiesenflächen, wobei linksseitig die Sajatmähder und rechtsseitig die Katinmähder liegen. Im Mittellauf bestehen hingegen Waldflächen, die jedoch nicht bis an den Bach heranreichen. Der Zopsenbach fließt beim Eintritt ins Virgental rechtsseitig an der Streusiedlung Frösach (Fraktion Bichl) vorbei und schwenkt danach nach Südwesten, wo er in der Folge erneut vor allem landwirtschaftlich genutztes Grünland durchfließt. Südlich der Hofstelle Unterweger mündet der Zopsenbach linksseitig in die Isel.